# قطعنامه ۱۱۸۴ شورای امنیت
قطعنامه ۱۱۸۴ شورای امنیت سازمان ملل متحد که در تاریخ ۱۶ ژوئیه ۱۹۹۸ تصویب شد، سندی بین‌المللی دربارهٔ بررسی وضعیت در بوسنی و هرزگوین است. این قطعنامه طی نشست ۳۹۰۹ام با ۱۵ رای موافق، ۰ مخالف و ۰ ممتنع تصویب شد.